# Combo Colossale

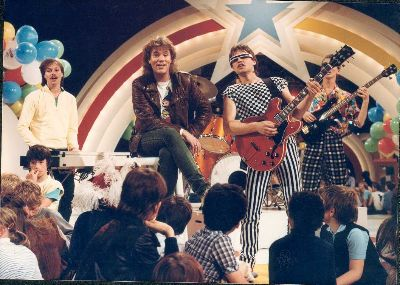
Combo Colossale bei Fernsehaufnahmen 1983

Combo Colossale 2005

Die Combo Colossale war eine Band der Neuen Deutschen Welle (NDW) aus Hannover, deren erste LP 1983 erschien. Populär wurde die Band während der Zeit der NDW mit dem Song „Puppen weinen nicht“. Ihr Mitbegründer und Frontmann war der Sänger Michael Flexig, der nach dem Ende ihrer aktiven Zeit als Rocksänger einige Bekanntheit erlangte.

## Geschichte
Vorläufer der Gruppe Combo Colossale war die bereits 1975 gegründete Band Murphy. Diese spielte anglo-amerikanischen Mainstream-Rock und trat auf kleinen Festivals oder Schulfesten auf. Schon in den 1970er Jahren arbeitete Murphy mit deutschen Texten. Auch deshalb sah sich die Gruppe damals eher dem seinerzeit noch wenig populären Deutschrock verpflichtet. Nach der „Entdeckung“ durch den späteren Produzenten Hermann Hausmann veröffentlichte die Gruppe 1981 zunächst (daher) unter dem Pseudonym Mike Telly Band eine Single „In the Morning of my Life“ bei Jupiter-Records im typischen Sound der 70er-Jahre-Disco-Musik. Ein dritter Platz beim Nachwuchsfestival der Deutschen Phono-Akademie in Würzburg sorgte 1982 für weitere Veröffentlichung von drei Eigenkompositionen auf dem WDR-Sampler „Rock-Studio“ (EMI Group) unter dem Bandnamen Murphy.
Zu dieser Zeit bekam die Band von Hausmann ein Demo angeboten. Der Titel war von Hans Blum (besser bekannt als Henry Valentino) geschrieben worden. Es handelte sich dabei um die Ur-Version des späteren NDW-Klassikers „Puppen weinen nicht“, die durch Frontmann Michael Flexig und Gitarrist Detlev Jachzek gemeinschaftlich bearbeitet wurde. Es folgte ein Vertrag mit Repertoire Records. Allerdings musste nun ein neuer Bandname her, da Murphy nun ja nicht mehr zur Musik passte. Die Combo Colossale war geboren.
1982 war der erste große Fernsehauftritt der Gruppe aus Hannover, neben Hubert KaH und seinem „Sternenhimmel“ präsentierte die Combo Colossale ihren Titel „Puppen weinen nicht“ in der Fernsehsendung „Der ZDF-Showexpress“ von Michael Schanze. Dieser Titel wurde sogleich als Single veröffentlicht und gelangte in die deutschen Single-Charts. Die Combo Colossale tourte quer durch Deutschland und legte 1983 das Album „Combo Colossale“ nach.
Doch auch die Combo Colossale wurde von dem Niedergang der NDW voll getroffen. Schon die zweite Single, „Julia“, verkaufte sich nicht mehr annähernd so gut und das öffentliche Interesse an der Gruppe ließ deutlich nach. Ein Erfolg wurde noch die 1983er-Single „Drinnen tanzen sie Samba“, die noch heute auf einigen NDW-Samplern zu finden ist. Die letzte gemeinsame Single war „Eis und Feuer – My-Oh-My“, eine deutsche Coverversion des Slade-Klassikers „My-Oh-My“. Dann kam es zu bandinternen Problemen. Flexig wechselte zur EMI Group und verließ Deutschland, um mit der Hardrock-Band Zeno zu arbeiten. Die restliche Band versuchte sich noch an einer letzten Single „König für eine Nacht“ (gesungen von Rainer Przywara), konnte jedoch an die Erfolge des Erstlingswerkes nicht anschließen. Das Projekt Combo Colossale endete somit 1985.
2002 trafen sich die fünf Hannoveraner wieder und spielten anlässlich des 20-jährigen Bandbestehens einige Gigs. Einige neue Titel entstanden und wurden auf den wenigen Konzerten zusammen mit den alten Hits präsentiert. Die Gruppe veröffentlichte 2002 unter dem Pseudonym Herbert singt: eine Maxi-CD „Schröder oder Stoiber“.
2008 sang Frontmann Flexig mit dem Projekt „NDW Goes INDUSTRIAL“ der Erfurter Gruppe Seven Seals einige Titel neu ein. Hieraus entstand das Album „Deutsche Welle 2.0“, das am 9. März 2012 bei Timezone Records erschienen ist. Es enthält u. a. den NDW-Klassiker „Puppen weinen nicht“, den Flexig in neuer Version aufgenommen hat, sowie weitere Hits anderer namhafter Interpreten der NDW-Ära, wie z. B. Frl. Menke, Ixi und Hubert Kah.
Im April 2015 veröffentlichte Michael Flexig ein neues Album auf dem Label Yellow-Snake-Records als „Michael Flexig presenta Combo Colossale e Amici“. Es enthält die komplette Band-Diskographie der frühen 1980er und vier neue Songs, die teils unter Mitwirkung des Geier-Sturzflug-Frontmannes Friedel Geratsch entstanden. Das Album trägt den Titel „Porto Allegro“.

## Diskografie
- 1982
  - Puppen weinen nicht (7")
(Repertoire 6.13527)
A1. Puppen weinen nicht (3:35)
B1. Schollen und Flundern (2:34)
- 1983
  - Puppen weinen nicht
TOP Records 2200 (7") (Italien)
A1. Puppen weinen nicht (3:35)
B1. Schollen und Flundern (2:34)
  - Combo Colossale (LP/MC)
(Repertoire RR 331007, LP); (Repertoire RR 1331007, MC)
A1. Julia (3:25)
A2. Herbei (3:45)
A3. Elisabeth Serenade (2:02)
A4. Wolfgang Amadeus (3:02)
A5. Zeppelin (3:17)
A6. Bäumchen (1:52)
B1. Puppen weinen nicht (3:35)
B2. Brot und Spiele (2:53)
B3. Keine Zeit für mich (2:58)
B4. Schollen und Flundern (2:34)
B5. Sorglos (4:18)
B6. Finanzgenie (3:18)
  - Julia (7")
(Repertoire RR 171003)
A1. Julia (3:25)
B1. Brot und Spiele (2:53)
  - Finanzgenie (7")
(Dureco Benelux 47.66)
A1. Finanzgenie (3:18)
B1. Sorglos (4:18)
  - Drinnen tanzen sie Samba (7"/12")
(Repertoire RR 171018, 7")
A1. Drinnen tanzen sie Samba (3:58)
B1. Wolfgang Amadeus (3:02)
(Repertoire RR 451018, 12")
A1. Drinnen tanzen sie Samba (5:02)
B1. Wir fahr’n mit der Galeere (4:40)
- 1984
  - Eis und Feuer (7")
(Repertoire RR 171022)
A1. Eis und Feuer (4:18) (deutsche Version des Stückes „My oh my“ der Gruppe „Slade“)
B1. Wir fahr’n mit der Galeere (3:58)
  - Wir sind Fans vom HSV (My-Oh-My) (7")
(Repertoire RR 171025)
A1. Wir sind Fans vom HSV (4:18) (Pseudonym: Michael Petersen und die Kuddls von der Elbe)
B1. Zeppelin (3:58) (Combo Colossale)
- 1985
  - König für eine Nacht (7")
(Repertoire RR 171034)
A1. König für eine Nacht (3:54)
B1. Nichts mehr zu verlieren (3:40)
- 2002
  - Schröder oder Stoiber
(Pseudonym Herbert singt:)[3]
(Magic Minds Record XS 2002-01 MMR, Maxi-Single)
1. Radio-Version (2:56)
2. KDW-Karaoke Version (2:53)
3. Happy-Night-Maxi (6:19)